# Angelina Agostini
Pour les articles homonymes, voir Agostini.
Angelina Agostini, née en 1888 à Rio de Janeiro et morte en 1973 dans la même ville, est une peintre, sculptrice et dessinatrice brésilienne. Elle était la fille d’Angelo Agostini, illustrateur d’origine italienne, et de la peintre Abigail de Andrade.

## Biographie
Angelina Agostini a été l’élève de João Zeferino da Costa, João Batista da Costa et Eliseu Visconti à l’École nationale des beaux-arts. À partir de 1911, elle étudie dans l’atelier d’Henrique Bernardelli. Elle reçoit une mention « honorable » à la 18e Exposition générale des beaux-arts en 1911 et, dans les éditions suivantes, remporte, respectivement, la petite médaille d’argent (1912) et le prix du voyage en Europe (1913), avec la toile Vaidade, actuellement à la collection du Musée national des beaux-arts. En 1914, elle voyage en Europe et s’installe à Londres.
À Londres, elle expose à la Royal English Academy, à la Society of Women Artists et à l’Imperial War Museum. À Paris, elle expose à la Société nationale des beaux-arts et au Salon latino-américain. En 1953, elle remporte la médaille d’or au Salon national des beaux-arts.